# برنارد ولف
برنارد ولف (بالإنجليزية: Bernard Wolfe)‏ (28 أغسطس 1915، نيو هيفن في الولايات المتحدة - 27 أكتوبر 1985، كالاباساس في الولايات المتحدة)؛ كاتب وروائي أمريكي.

## روابط خارجية
- برنارد ولف على موقع IMDb (الإنجليزية)